# 纳恩迪亚尔
纳恩迪亚尔（Nandyal），是印度安得拉邦Kurnool县的一个城镇。总人口151771（2001年）。

## 人口
该地2001年总人口151771人，其中男性76914人，女性74857人；0—6岁人口19501人，其中男9938人，女9563人；识字率63.36%，其中男性为71.74%，女性为54.74%。